# In spin, opnieuw gaat de bocht in
In spin, opnieuw gaat de bocht in is een fantasyverhalenbundel uit 1973 van de Nederlandse schrijver Ef Leonard.

## Korte verhalen
- Een haar in de soep
- Het laatste gevecht
- Zeus in de randstad
- Een hondeleven
- De gepassioneerde barjuffrouw
- Yesterday
- Scum
- Het drose-effect
- Het KCAJ-rapport
- Drie hemelse verhalen
- In spin, opnieuw gaat de bocht in